# Coroană murală

Stema actuală a Maltei include și o coroană murală

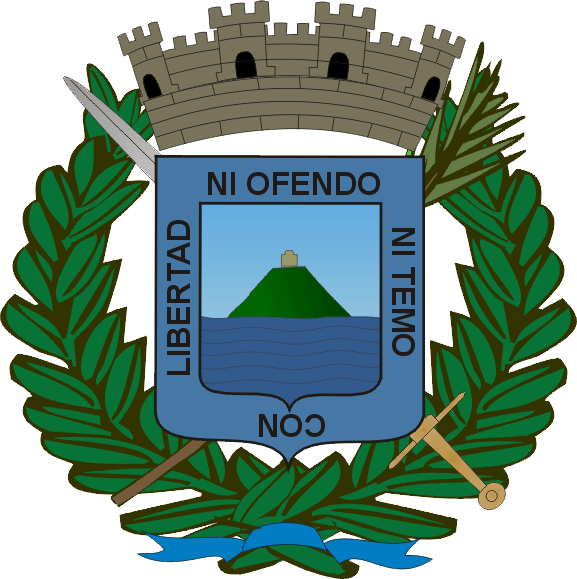
Stema orașului Montevideo, Uruguay.

Coroană murală este termenul contemporan heraldic, provenit din latină, corona muralis. Inițial, în Roma antică, era efectiv un obiect, o coroană de aur sau un cerc de aur încercând să sugereze zidurile unui oraș fortificat cucerit, care era conferită soldatului care urca primul zidul unuia dintre orașele sau fortărețele cucerite de armata romană, plasând stindardul de luptă al acesteia în punctul cel mai înalt. 
Termenul heraldic este și singurul folosit astăzi. Este o reprezentare simbolică a unui zid de apărare al unui oraș întărit care conține un număr (de obicei impar, dar poate fi și par, sau jumătăți) de turnuri fortificate de apărare a zidului. Cu cât numărul de turnuri este mai mare, cu atât importanța orașului respectiv era mai mare. De asemenea, se poate interpreta că numărul turnurilor este întotdeauna mai mare (de obicei de circa 1,5 până la de două ori mai mare) decât numărul celor care se văd, datorită reprezentării plane a unei structuri spațiale, zidul de apărare al unei cetăți, al unui oraș fortificat sau fort militar. 
În vremurile moderne, coroanele murale au fost adesea folosite ca simboluri alternative ale coroanelor regale pe steme sau steaguri. Spre exemplu, stema celei de-a doua Republici Spaniole avea o coroană murală spre deosebire de cea a Regatului Spaniei care avea ca simbol o coroană regală. 
În România, coroana murală timbrează stemele localităților, numărul turnurilor semnificând:
- 1 - comună
- 3 - oraș
- 5 - municipiu
- 7 - municipiu reședință de județ